# Josip Kuže
Josip Kuže (13. november 1952 - 16. juni 2013) var en kroatisk fodboldspiller og træner.